# Erwin Neutzsky-Wulff
Erwin Neutzsky-Wulff, né le 24 novembre 1949 au Danemark, est un écrivain danois. Ses écrits comportent des éléments de science-fiction et d'horreur. Neutzsky-Wulff est le demi-frère de Vita Andersen et le fils de Aage Neutzsky-Wulff (1891-1967). Sa sœur, Trolli Neutzsky-Wulff est connue pour ses œuvres poétiques et de fiction.  

## Travail
Neutzsky-Wulff  a écrit plusieurs œuvres de fiction et des essais sur des thèmes variés comme l'histoire, la philosophie,  la cognition, la religion, l’occultisme, la psychologie et l'horreur. Il a aussi une certaine expérience en programmation des ordinateurs, un thème sur lequel il a écrit plusieurs livres dans les années 1980.
Il distribue aujourd’hui le magazine Bathos, qui traite de ses œuvres, de sa philosophie et des films d’horreur.

## Œuvres
- (da) Dialog om det enogtyvende århundredes to vigtigste verdenssystemer, 1971Réédité en 1972
- (da) Adam Harts opdagelser, 1972Réédité en 2003
- (da) Anno Domini, 1975Réédité en 2000
- (da) Victor Janis & Søn, 1976
- (da) Adam Hart og sjælemaskinen, 1977
- (da) Indsigtens sted, 1980
- (da) Menneske, 1982
- (da) Ulvens arv og andre noveller, 1984
- (da) Mikrodatamaten, programmering og anvendelse : en bog om ZX81 BASIC, 1984
- (da) Okkultisme, 1985
- (da) Programmering med COMMODORE BASIC, 1985
- (da) Amstrad BASIC, 1985
- (da) Magi, 1986
- (da) BASIC med COMMODORE 64, 1986
- (da) Comal 80 og Piccoline, 1986
- (da) Faust, 1989
- (da) Postscript-programmering, 1990
- (da) 2000, 1991
- (da) Skrækkens ABC, 1992
- (da) Verden, 1994
- (da) Gud, 1994
- (da) Døden, 1996
- (da) Havet, 1996
- (da) UFO, 1999
- (da) For længe siden : Første Mosebog i nyoversættelse, 2000
- (da) Abattoir, 2003
- (da) Det overnaturlige, 2004

#### En danois
- Neutzsky-Wulff's site d'Internet
- Textes anglais
- Les histories de Neutzsky-Wulff
- Escapisme, une page des fans
- Des histoires de Neutzsky-Wulff Information général
- Faklen- Journal humaniste de Danemark
- Biographie
- Cours
- Cours en ligne
- Textes
- Sur Neutzsky-Wulff
- Interview

#### En anglais
- Le magazine "Bathos"
- Textes Anglaises

#### En français
- References des livrès traduits
- References de livre traduit